# Chloé Perrier
Pour les articles homonymes, voir Perrier.
Chloé Perrier est une chanteuse et actrice française.

## Biographie
Chloé Perrier a suivi une formation de comédienne dès l'enfance et fait l’apprentissage du chant, du violon, et de la danse. Pendant trois ans, elle étudie le jazz vocal auprès de Sara Lazarus et Joe Makholm qui lui enseigne l’art de la composition et du piano au sein de la prestigieuse Bill Evans Piano Academy. Puis, toujours poussée par son intarissable soif d’apprendre, elle poursuit sa formation auprès des guitaristes Pierrick Hardy et Olivier Cahours, ou encore de la chanteuse Claudia Solal au cours de stages qui lui permettent d’élargir ses horizons musicaux.
Depuis de nombreuses années, elle se produit dans différents clubs et salles parisiennes et new-yorkaises avec son groupe The French Heart Jazz Band. Elle a sorti deux albums.

## Filmographie

### Cinéma

#### Longs-métrages
- 2020 : Headache de Fabien Dufils : la chanteuse
- 2008 : Le Funambule d'Idir Serghine : la cliente de la librairie
- 2007 : La Môme d'Olivier Dahan : l'amie d'Édith Piaf au restaurant français
- 2006 : Les Amitiés maléfiques d'Emmanuel Bourdieu : la responsable des invitations
- 2001 : Grégoire Moulin contre l'humanité d'Artus de Penguern : Leia

#### Courts-métrages
- 2016 : Dors de Marguerite McQueen : la femme
- 2015 : Coquette de Waley Wang : la mère
- 2014 : Sweet Dreams d'Alexander Jordan Shapiro : Cécile Desjarlais
- 2001 : Tête brûlée de Vincent Lebrun

### Télévision
- 2012 : Le Jour où tout a basculé, épisode Mon amant m'a trahie : Jocelyne
- 2008 : Duval et Moretti (saison 1, épisode 14 : La nouvelle coéquipière) de Bruno Garcia : l'infirmière
- 1997 : En danger de vie de Bruno Gantillon
- 1991 : Femme de voyou de Georges Birtschansky

## Musique

### Albums
- 2019 : Petite Fleur
- 2012 : Cœur de Française

### Clip
- 2019 : Comes Love de Jesse Green